# -FAINT/トパーズ-
「-FAINT/トパーズ-」（フェイント/トパーズ）は、2006年6月にリリースされた彩冷えるの通算9枚目のシングルである。発売元はSPEEDDISK。

## 解説
- CD EXTRA仕様になっており、A TypeではLEMPICKA（2006.3.12 名古屋E.L.L ライブ映像)、B Typeでは蝶（2006.3.12 名古屋E.L.L ライブ映像）が楽しめる。
- 両タイプそれぞれ10000枚限定発売。

## 収録曲
1. FAINT
(作詞 / 作曲：涼平)
2. トパーズ
(作詞 / 作曲：涼平)